# Lenguas retorromances
Las lenguas retorrománicas o retorromances forman un grupo de lenguas romances occidentales del área alpina que según algunos autores representan el resto de un área romance más amplia que llegaba por el norte hasta el Danubio.

## Historia y clasificación

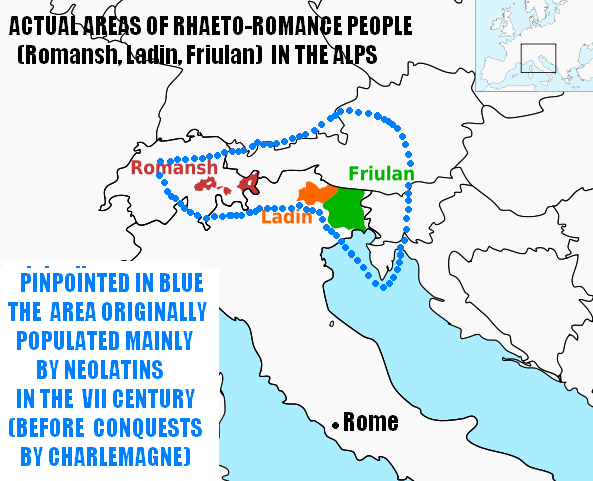
Reducción del área de lenguas retorrománicas habladas desde la Edad Media

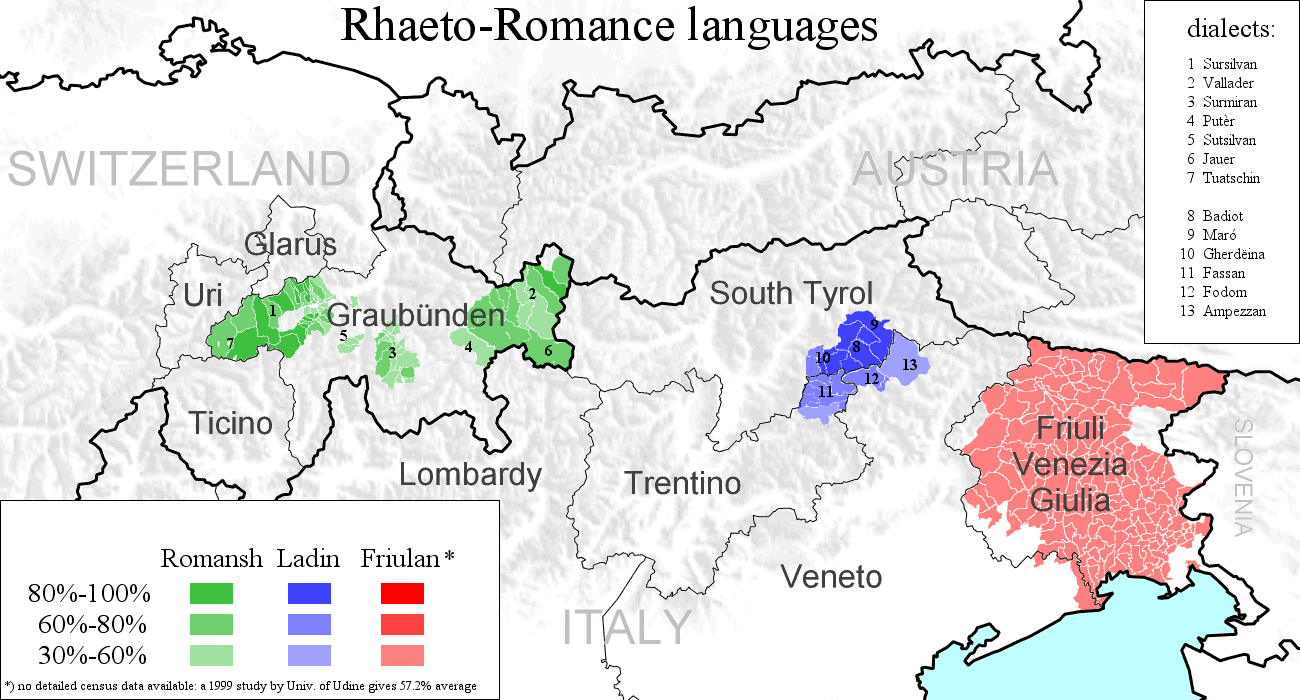
Porcentaje de hablantes de lenguas retorromances.

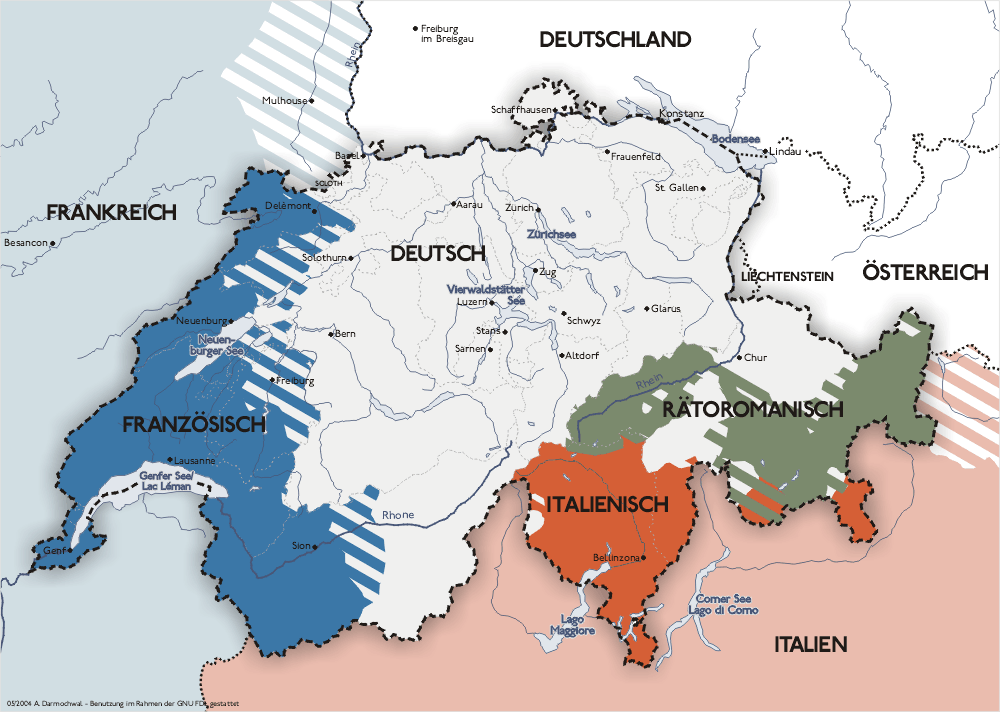
Territorio lingüístico retorrománico en Suiza (verde grisáceo)

El área históricamente hablada de las lenguas retorrománicas (llamadas muchas veces: "ladino") iba desde Suiza hasta la Venecia Julia del noreste de Italia y hasta la actual Eslovenia central durante la Edad Media.
Dentro de las lenguas romances occidentales las variedades retorromances son un grupo bastante divergente cuya posición dentro del grupo romance occidental es difícil de precisar. 
Desde el punto de vista léxico constituyen una de las ramas más divergentes (dejando a un lado el galorromance y el sardo que son aún más divergentes). 
La clasificación de Ethnologue las agrupa con las lenguas galorromances en una posición más cercana con el francés (grupo galo-retico), aunque realmente el grupo retorrománico parece tener características de transición entre el galorromance propiamente dicho y el galoitálico del norte de Italia.

### Clasificación interna
- Friulano (furlan): hablado en la provincia italiana de Údine, tiene el estatus de lengua regional.
- Variedades romanches (rumantsch), que incluyen las cinco variedades escritas que se hablan en Suiza (en el cantón de los Grisones). En la actualidad el número de hablantes de todos estos dialectos reunidos es de unas 40.000 personas.
  - Jauer
  - Sursilvano
  - Sutsilvano
  - Surmirano
  - Puter
  - Vallader
  - Interromanche (rumantsch grischun): especie de lingua franca romanche empleada en Suiza para unificar las diferentes variedades romanches, y que se apoya sobre todo en el sursilvano, el vallader y el surmirano. El interromanche es una lengua oficial en el cantón suizo de los Grisones.
- Dialectos ladinos (ladín): empleados en los Dolomitas (Italia), se consideran una lengua regional con varios dialectos, tiene el estatus de lengua regional.
  - Agordinos: Fodom y Ladin de La Ròcia
  - Atesinos: Badiot-Maró y Gherdeines
  - Cadorinos: Ampezan, Cadorino central, Comeliano, Oltrechiusano, Vajontino
  - Fascian (Trentino)
  - Nonés
  - Solandro
  - Ladino estándar

## Descripción lingüística
Fonológicamente el ladino y el friulano son lenguas más conservadoras que las variedades de Suiza. El sistema fonológico de las lenguas retorromances es similar y consta maximalmente de los siguientes fonemas:
|           |          | labial | alveolar | post- alveolar | palatal | velar |
| --------- | -------- | ------ | -------- | -------------- | ------- | ----- |
| Oclusiva  | sorda    | p      | t        |                | c       | k     |
| Oclusiva  | sonora   | b      | d        |                | ɟ       | g     |
| Africada  | sorda    |        |          | ʧ              |         |       |
| Africada  | sonora   |        |          | ʤ              |         |       |
| Fricativa | sorda    | f      | s        | ʃ              |         |       |
| Fricativa | sonora   | v      | z        | ʒ              |         |       |
| Nasal     | Nasal    | m      | n        |                | ɲ       |       |
| Lateral   | Lateral  |        | l        |                | ʎ       |       |
| Vibrante  | Vibrante |        | ɾ        |                |         |       |
Todas las lenguas retorromances poseen un inventario de al menos siete vocales en oposición fonológica, tal como tenía el latín proto-romance, aunque las vocales modernas con frecuencia no son la retención directa de las presentes en proto-romance:
| Latín clásico            | Ī   | Ĭ     | Ē     | Œ     | Ĕ       | Æ       | Ā    | Ă    | Ŏ         | AU  | Ō  | Ŭ  | Ū  |
| ------------------------ | --- | ----- | ----- | ----- | ------- | ------- | ---- | ---- | --------- | --- | -- | -- | -- |
| Protorromance Occidental | *i  | *e    | *e    | *e    | *ɛ      | *ɛ      | *a   | *a   | *ɔ        | *au | *o | *o | *u |
| Romanche                 | i/ɛ | ai/e  | ai/e  | ai/e  | *ɛa >ia | *ɛa >ia | a/au | a/au | *uɔ >o/œ  | o   | o  | o  | u  |
| Ladín                    | i   | ai/ei | ai/ei | ai/ei | ia/iɛ   | ia/iɛ   | a/e  | a/e  | (u)ɔ/u(o) | o   | o  | o  | u  |
| Friulano                 | i   | e     | e     | e     | ia/iɛ   | ia/iɛ   | a    | a    | uo        | o   | o  | o  | u  |
Para el romanche se ha dado muchas veces el resultado más típico o el resultado reconstruible a partir del método comparativo, aunque las modernas variedades presentan mucha más variación que la mostrada en el cuadro.

### Comparación léxica
Los numerales en diferentes variedades retorromances son:
| GLOSA | Romanche estándar           | Ladino               | Friulano            |
| ----- | --------------------------- | -------------------- | ------------------- |
| '1'   | ʏn / ynɐ ün / üna           | uŋ / una un / una    | uŋ / une un / une   |
| '2'   | dus / duːɐs dus / duos      | dui / dys dui / does | dɔi / dos doi / dos |
| '3'   | traɪs / traja trais / traja | trai trëi            | trɛ tre             |
| '4'   | kwatər quatro               | kater cater          | kwatri cuatri       |
| '5'   | ʧiŋc tschinch               | ʧiŋk cinch           | ʧiŋk cinc           |
| '6'   | ses                         | sis                  | seis sis            |
| '7'   | sɛt set                     | set                  | siɛt siet           |
| '8'   | ɔt ot                       | ɔt ot                | vɔt vot             |
| '9'   | noʊf nouv                   | ny nü                | nuf                 |
| '10'  | deʃ desch                   | diʃ diesch           | dis                 |
Algunas variedades distinguen en los numerales '1' y '2' entre formas de masculino y femenino.